# Kolem Chaj-nanu 2023
15. ročník etapového cyklistického závodu Kolem Chaj-nanu se konal mezi 5. a 9. říjnem 2023 v čínské provincii Chaj-nan. Celkovým vítězem se stal Španěl Óscar Sevilla z týmu Team Medellín–EPM. Na druhém a třetím místě se umístili Australan Sebastian Berwick (Israel–Premier Tech) a Kanaďan James Piccoli (China Glory Continental Cycling Team). Závod byl součástí UCI ProSeries 2023 na úrovni 2.Pro.

## Týmy
Závodu se zúčastnily 4 UCI ProTeamy, 14 UCI Continental týmů a 2 národní týmy. Všechny týmy nastoupily na start se sedmi závodníky kromě týmů Bodywrap LTwoo Cycling Team China Glory Continental Cycling Team, čínského národního týmu, mongolského národního týmu, Pingtan International Tourism Island Cycling Team, St George Continental Cycling Team a Tianyoude Hotel Cycling Team s šesti jezdci a Hengxiang Cycling Team s pěti jezdci. Závod tak odstartovalo 131 jezdců. Do cíle v San-ja dojelo 104 z nich.
UCI ProTeamy
- Bolton Equities Black Spoke
- Israel–Premier Tech
- Team Novo Nordisk
- Team Corratec–Selle Italia

UCI Continental týmy
- Abloc CT
- Bodywrap LTwoo Cycling Team
- China Glory Continental Cycling Team
- Hengxiang Cycling Team
- HRE Mazowsze Serce Polski
- Ljubljana Gusto Santic
- Li-Ning Star
- Pingtan International Tourism Island Cycling Team
- Roojai Online Insurance
- St George Continental Cycling Team
- Team Medellín–EPM
- Terengganu Polygon Cycling Team
- Tianyoude Hotel Cycling Team
- Wuzhishan Cycling Team

Národní týmy
- Čína
- Mongolsko

## Trasa a etapy
| Etapa          | Datum          | Trasa                       | Vzdálenost     | Typ      | Typ                 | Vítěz                     |
| -------------- | -------------- | --------------------------- | -------------- | -------- | ------------------- | ------------------------- |
| 1              | 5. října       | Čchiung-chaj – Čchiung-chaj | 92,6 km        |          | Rovinatá etapa      | George Jackson (NZL)      |
| 2              | 6. října       | Čchiung-chaj – Pao-tching   | 215,5 km       |          | Středně těžká etapa | Sebastian Berwick (AUS)   |
| 3              | 7. října       | Pao-tching – Wu-č'-šan      | 122,6 km       |          | Horská etapa        | James Piccoli (CAN)       |
| 4              | 8. října       | Wu-č'-šan – Čchang-ťiang    | 147,1 km       |          | Středně těžká etapa | Nicolas Dalla Valle (ITA) |
| 5              | 9. října       | Čchang-ťiang – San-ja       | 203,3 km       |          | Zvlněná etapa       | Jesper Rasch (NED)        |
| Konečné pořadí | Konečné pořadí | Konečné pořadí              | Konečné pořadí | 781,1 km | 781,1 km            | 781,1 km                  |

## Průběžné pořadí
| Etapa          | Vítěz               | Celkové pořadí    | Bodovací soutěž     | Vrchařská soutěž | Soutěž týmů                |
| -------------- | ------------------- | ----------------- | ------------------- | ---------------- | -------------------------- |
| 1              | George Jackson      | George Jackson    | George Jackson      | Óscar Sevilla    | Team Corratec–Selle Italia |
| 2              | Sebastian Berwick   | Sebastian Berwick | Valerio Conti       | Óscar Sevilla    | Israel–Premier Tech        |
| 3              | James Piccoli       | Óscar Sevilla     | Óscar Sevilla       | Wilmar Paredes   | Israel–Premier Tech        |
| 4              | Nicolas Dalla Valle | Óscar Sevilla     | Sebastian Berwick   | Michał Pomorski  | Israel–Premier Tech        |
| 5              | Jesper Rasch        | Óscar Sevilla     | Nicolas Dalla Valle | Michał Pomorski  | Israel–Premier Tech        |
| Konečné pořadí | Konečné pořadí      | Óscar Sevilla     | Nicolas Dalla Valle | Michał Pomorski  | Israel–Premier Tech        |

- Ve 2. etapě nosil Nicolas Dalla Valle, jenž byl druhý v bodovací soutěži, zelený dres, protože lídr této klasifikace George Jackson nosil žlutý dres pro lídra celkového pořadí.
- Ve 4. etapě nosil Valerio Conti, jenž byl druhý v bodovací soutěži, zelený dres, protože lídr této klasifikace Óscar Sevilla nosil žlutý dres pro lídra celkového pořadí.

## Konečné pořadí
| Legenda | Legenda                          | Legenda | Legenda                         |
| ------- | -------------------------------- | ------- | ------------------------------- |
|         | Označuje lídra celkového pořadí  |         | Označuje lídra bodovací soutěže |
|         | Označuje lídra vrchařské soutěže |         |                                 |

### Celkové pořadí
| Pořadí | Jezdec                  | Tým                                  | Čas         |
| ------ | ----------------------- | ------------------------------------ | ----------- |
| 1      | Óscar Sevilla (ESP)     | Team Medellín–EPM                    | 18h 02' 59" |
| 2      | Sebastian Berwick (AUS) | Israel–Premier Tech                  | + 1"        |
| 3      | James Piccoli (CAN)     | China Glory Continental Cycling Team | + 8"        |
| 4      | Ben Hermans (BEL)       | Israel–Premier Tech                  | + 13"       |
| 5      | Valerio Conti (ITA)     | Team Corratec–Selle Italia           | + 15"       |
| 6      | Julien Trarieux (FRA)   | China Glory Continental Cycling Team | + 48"       |
| 7      | Cristian Raileanu (ROM) | Hengxiang Cycling Team               | + 50"       |
| 8      | Josh Burnett (NZL)      | Bolton Equities Black Spoke          | + 53"       |
| 9      | Mason Hollyman (GBR)    | Israel–Premier Tech                  | + 54"       |
| 10     | Lorenzo Quartucci (ITA) | Team Corratec–Selle Italia           | + 55"       |

### Bodovací soutěž
| Pořadí | Jezdec                    | Tým                                  | Body |
| ------ | ------------------------- | ------------------------------------ | ---- |
| 1      | Nicolas Dalla Valle (ITA) | Team Corratec–Selle Italia           | 47   |
| 2      | Julien Trarieux (FRA)     | China Glory Continental Cycling Team | 37   |
| 3      | Sebastian Berwick (AUS)   | Israel–Premier Tech                  | 35   |
| 4      | George Jackson (NZL)      | Bolton Equities Black Spoke          | 34   |
| 5      | Valerio Conti (ITA)       | Team Corratec–Selle Italia           | 34   |
| 6      | Norbert Banaszek (POL)    | HRE Mazowsze Serce Polski            | 34   |
| 7      | Óscar Sevilla (ESP)       | Team Medellín–EPM                    | 33   |
| 8      | Cristian Raileanu (ROM)   | Hengxiang Cycling Team               | 26   |
| 9      | James Piccoli (CAN)       | China Glory Continental Cycling Team | 24   |
| 10     | Lorenzo Quartucci (ITA)   | Team Corratec–Selle Italia           | 24   |

### Vrchařská soutěž
| Pořadí | Jezdec                        | Tým                                  | Body |
| ------ | ----------------------------- | ------------------------------------ | ---- |
| 1      | Michał Pomorski (POL)         | HRE Mazowsze Serce Polski            | 19   |
| 2      | Óscar Sevilla (ESP)           | Team Medellín–EPM                    | 18   |
| 3      | Wilmar Paredes (COL)          | Team Medellín–EPM                    | 17   |
| 4      | Jelle Johannink (NED)         | Abloc CT                             | 17   |
| 5      | Adne van Engelen (NED)        | Roojai Online Insurance              | 15   |
| 6      | Sebastian Berwick (AUS)       | Israel–Premier Tech                  | 14   |
| 7      | Lucas De Rossi (FRA)          | China Glory Continental Cycling Team | 13   |
| 8      | Nils Sinschek (NED)           | Abloc CT                             | 10   |
| 9      | Davide Baldaccini (ITA)       | Team Corratec–Selle Italia           | 9    |
| 10     | Myagmarsuren Baasankhuu (MGL) | Mongolsko                            | 7    |

### Soutěž týmů
| Pořadí | Tým                                  | Čas         |
| ------ | ------------------------------------ | ----------- |
| 1      | Israel–Premier Tech                  | 54h 10' 23" |
| 2      | China Glory Continental Cycling Team | + 50"       |
| 3      | Team Corratec–Selle Italia           | + 51"       |
| 4      | HRE Mazowsze Serce Polski            | + 10' 52"   |
| 5      | Bolton Equities Black Spoke          | + 16' 23"   |
| 6      | Team Novo Nordisk                    | + 18' 35"   |
| 7      | Abloc CT                             | + 23' 16"   |
| 8      | Team Ljubljana Gusto Santic          | + 31' 20"   |
| 9      | Hengxiang Cycling Team               | + 33' 49"   |
| 10     | Team Medellín–EPM                    | + 40' 48"   |